# Rože
 Rôže  su planinsko selo koje se nalazi deset kilometara od grada Trilja. Selo se nalazi nedaleko od hrvatsko-bosanskohercegovačke granice.

## Zemljopisni položaj
Nalaze se na padini planine Kamešnice, na granici s Bosnom i Hercegovinom. U blizini su naselja Krivodol, Podi i Ljut. U selo se cestom može doći iz Voštana i Graba.  

## Klima
Naselje ima planinsku klimom koja se očituje jakim (čičim) zimama s mnogo padalina te dugim periodom pokrivenošću snijegom (cca. 60 dana godišnje) te sušnim umjerenim ljetima s malo padalina gdje srednja temperatura ne prelazi 26 °C.[nedostaje izvor]

## Stanovništvo
| broj stanovnika | 206   |       | 233   | 203   | 249   | 233   | 315   | 337   | 328   | 351   | 374   | 329   | 253   | 247   | 102   | 32    | 22    |
|                 | 1857. | 1869. | 1880. | 1890. | 1900. | 1910. | 1921. | 1931. | 1948. | 1953. | 1961. | 1971. | 1981. | 1991. | 2001. | 2011. | 2021. |